# 大花蒺藜

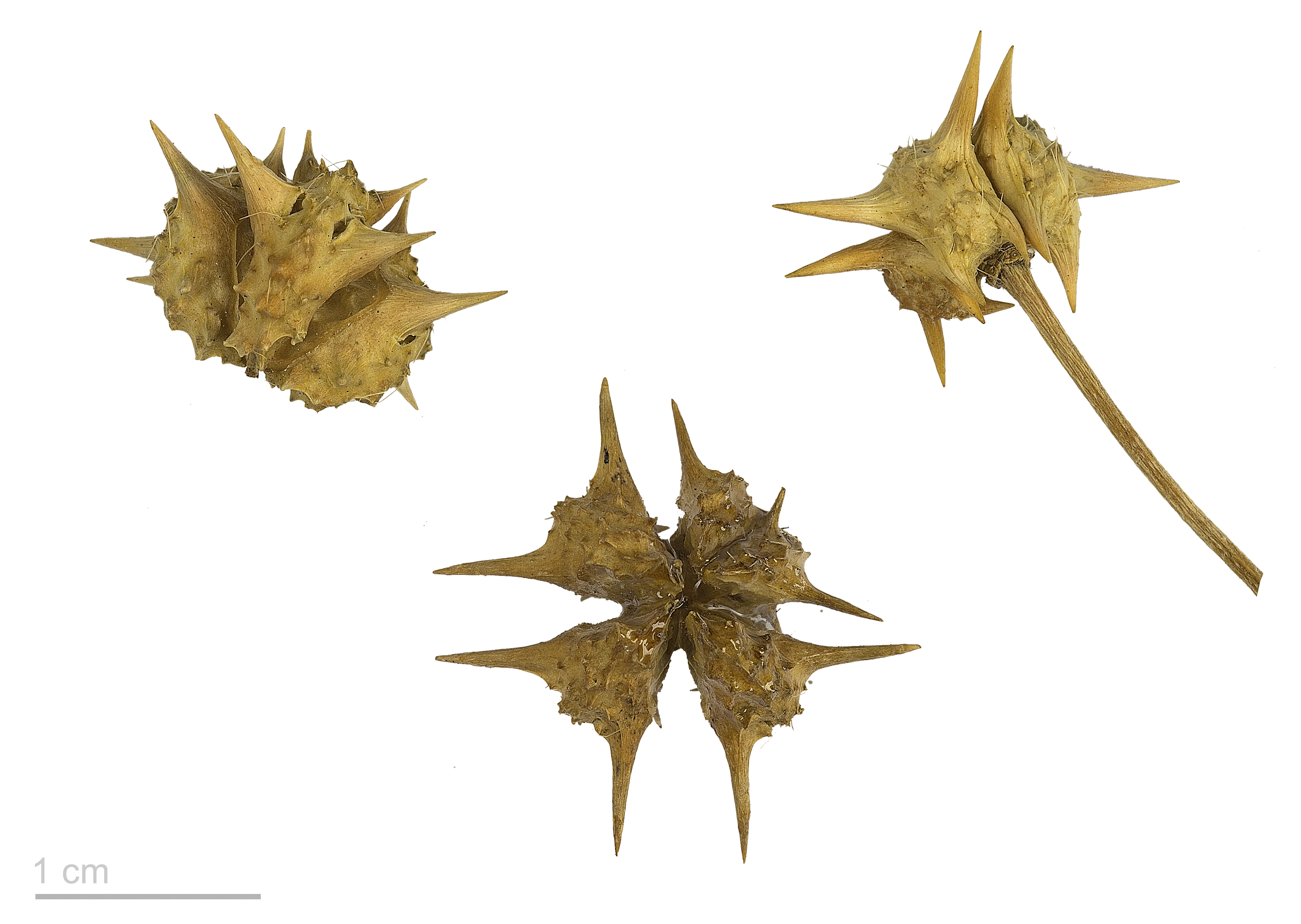
Tribulus cistoides

大花蒺藜（学名：Tribulus cistoides）为蒺藜科蒺藜属下的一个种。

## 扩展阅读
- 維基物種上的相關：大花蒺藜